# Serrasalmidae
Los serrasálmidos (Serrasalmidae) son una familia de peces de agua dulce pertenecientes al orden Characiformes. Sus especies se distribuyen en ambientes acuáticos de regiones cálidas de Sudamérica. Forman parte de esta familia los pacúes, cachamas, pacupebas, caribes, guacaritos, pirambebas, pinches, pañas y pirañas. Las pirañas son conocidas en todo el mundo por la virulencia que ejercen al momento de predar sobre otros animales y, según la proliferación de historias, leyendas y fantasías populares, también sobre seres humanos. Sin embargo, muchas especies se alimentan de hojas y semillas; de las escamas, aletas y colas de otros peces o de otros animales muertos que caen en el agua.  Los ataques de pirañas pueden herir a seres humanos, en algunos casos han arrancado dedos de pescadores de la Amazonia, pero no se ha registrado ninguna muerte.

## Taxonomía
Descripción original
Esta familia fue descrita, originalmente como orden (Serrasalmoniformes), en el año 1859, por el naturalista, médico, anatomista comparativo e ictiólogo neerlandés Pieter Bleeker.
Etimología
Etimológicamente Serrasalmidae proviene del latín serran, serranus 'sierra' así como el nombre de un pez (Serranus) y salmo, que es el nombre para el 'salmón'.

Cachama negra o tambaquí (Colossoma macropomum).

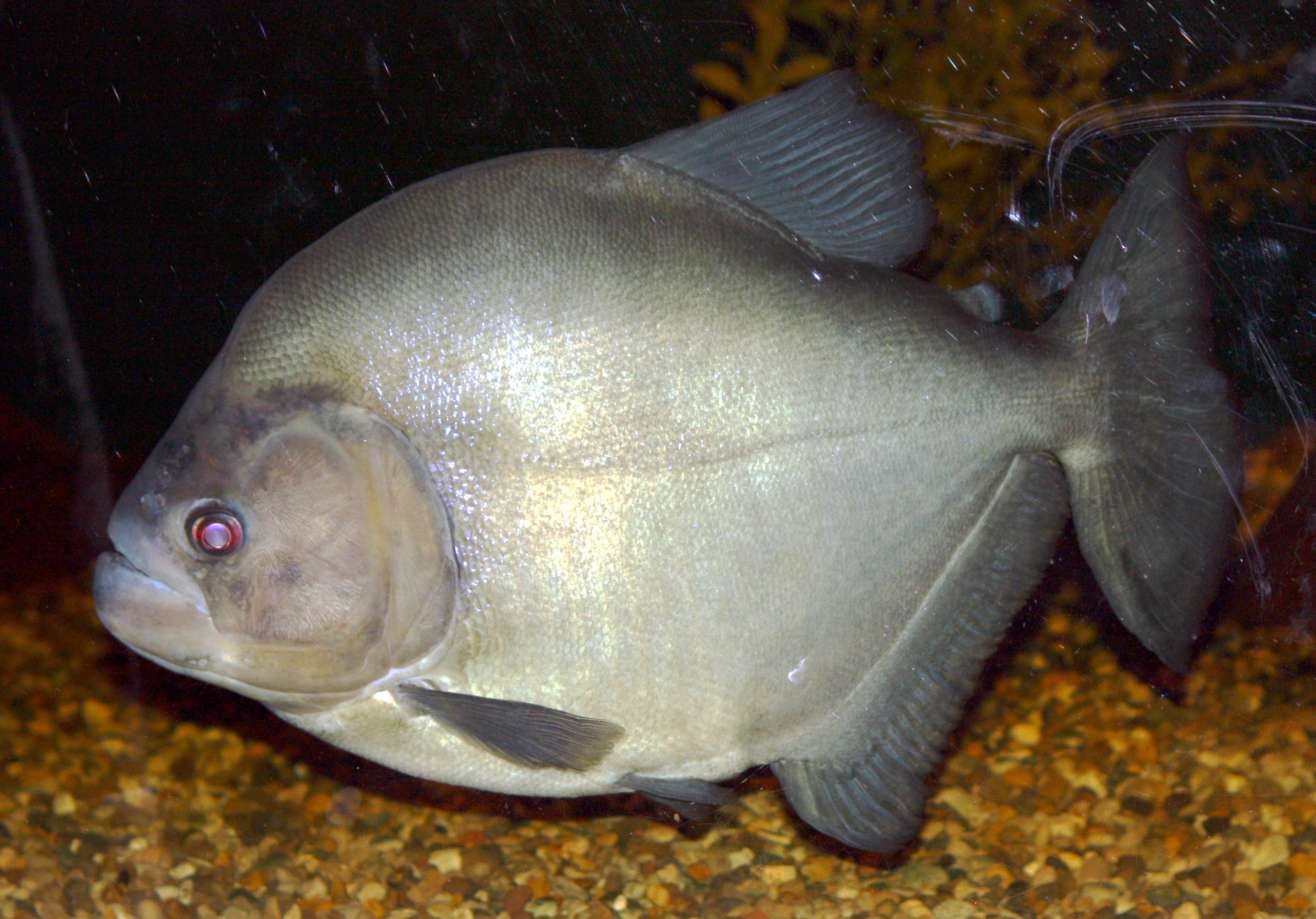
Piraña negra (Serrasalmus rhombeus).

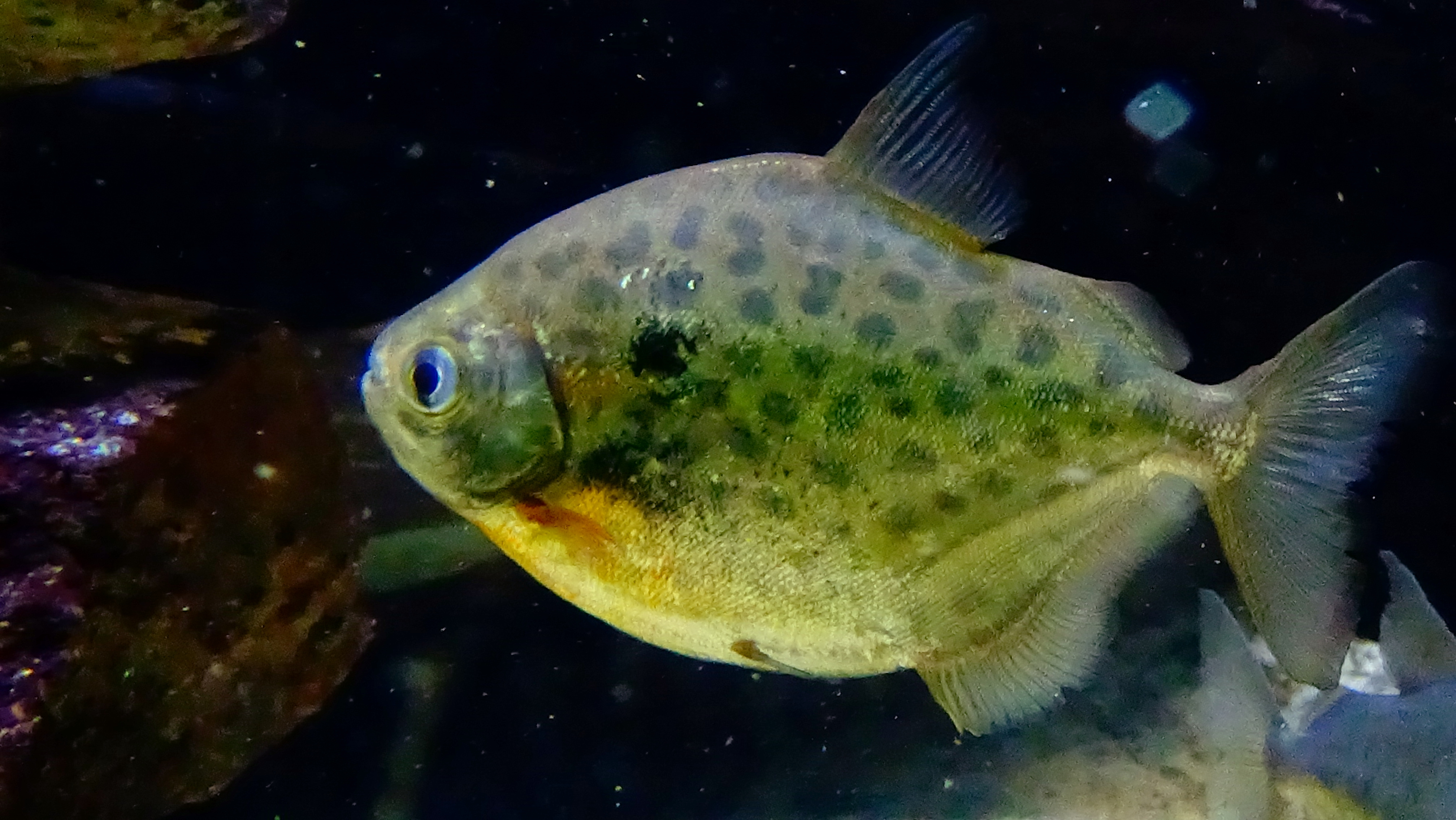
Pez moneda (Metynnis lippincottianus).

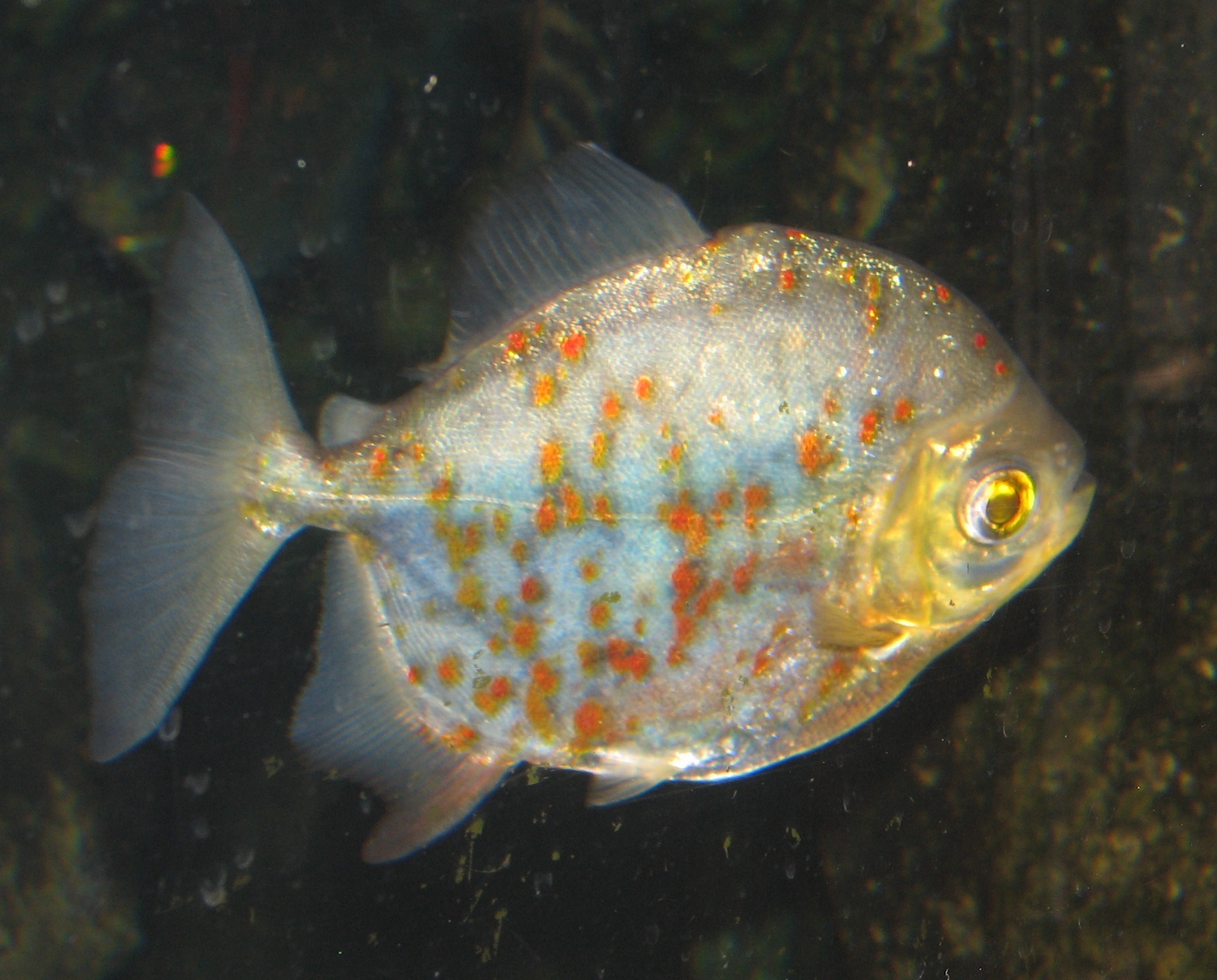
Gancho manchado (Myloplus rubripinnis).

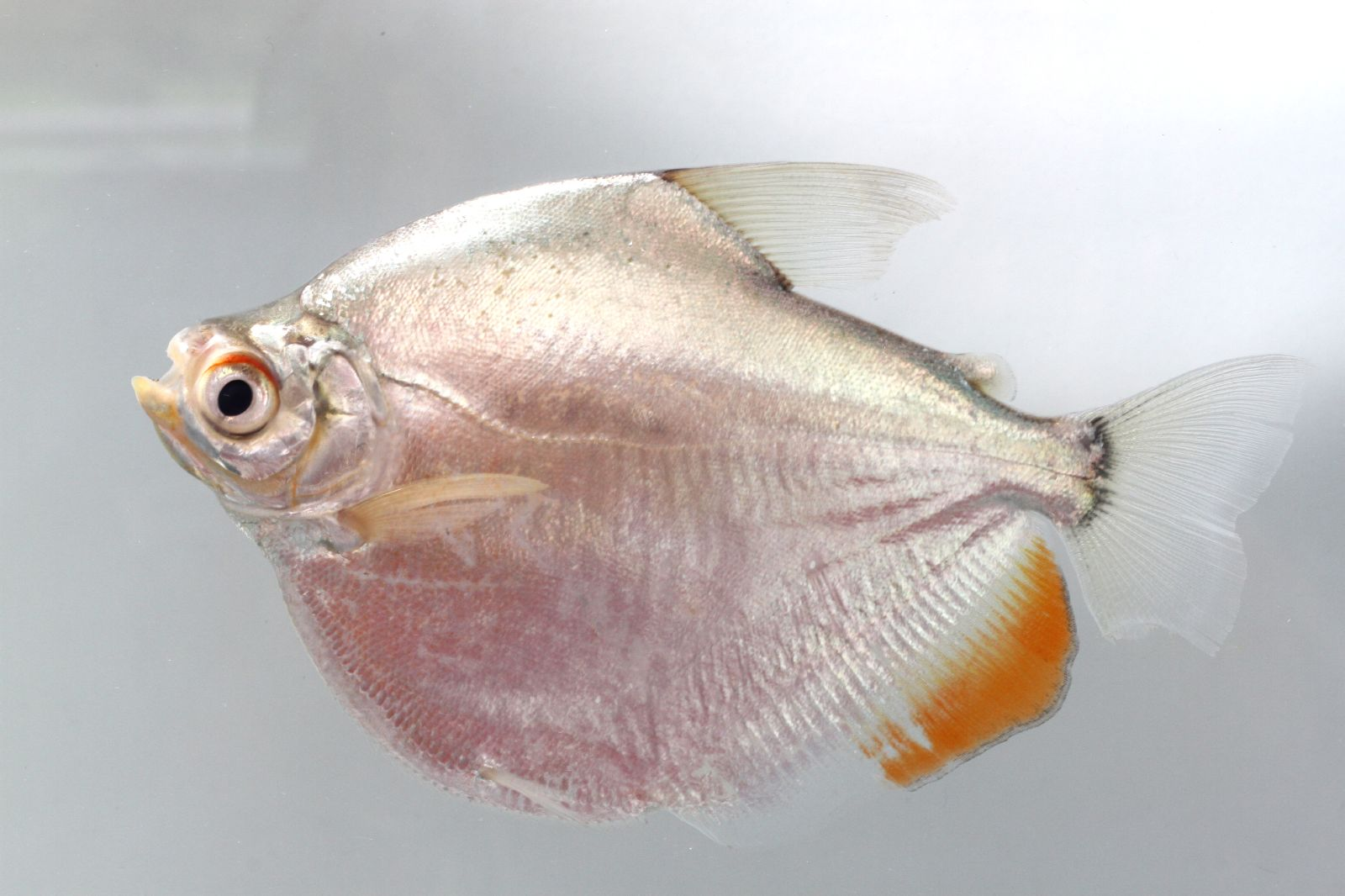
Pacucito (Mylossoma aureum).

### Historia taxonómica, evolución y afinidades
Serrasalmidae fue tratada durante mucho tiempo como subfamilia, incluida en la familia Characidae, así como también formando parte de su propia familia, esta última tendencia fue la que terminó por predominar, apoyada por la constatación de la no vinculación estrecha entre este clado y los Characidae, más la polifilia de este último conjunto.
Los Serrasalmidae se clasificaron recientemente como una subfamilia de los carácidos, así como formando parte de su propia familia. Esta última tendencia fue la que acabó por predominar, apoyada por la constatación de la no vinculación estrecha entre este clade y los Characidae, más la polifilia de este último conjunto.
Su relación con otras especies aún debe determinarse, la locación filogenética de muchos taxones son problemáticas.
Sin embargo, la clasificación en curso de estos peces es difícil y a menudo polémica, con los ictiólogos que basan los rangos según características que se pueden superponer de forma irregular (ver Cladística ). En definitiva, las clasificaciones pueden ser arbitrarias.  Sin embargo, los Serrasalmidae son relativamente bien entendidos, y el acuerdo es amplio sobre los géneros y especies incluidos.
Un estudio efectuado por Kolmann et al. (2020) utilizó la captura de exones para explorar las relaciones evolutivas entre 64 especies de los 16 géneros de esta familia y sus grupos externos más cercanos. Pudieron redefinir la sistemática interna, en la que propusieron la división subfamiliar vigente.
Los estudios de algunos dientes fósiles que se postularon como pertenecientes a esta familia, más las investigaciones sobre la evolución de las plantas con frutos en la Amazonia, sugieren que Serrasalmidae se originó entre 62,3 y 39,6 Ma (entre el Paleoceno y el Eoceno).
Dentro del orden Characiformes, Serrasalmidae es el taxón hermano de Hemiodontidae.

## Subdivisión
Esta familia está integrada por 3 subfamilias:  
- Myleinae Eigenmann, 1903
- Serrasalminae Bleeker 1859
- Colossominae Kolmann, Hughes, Hernández, Arcila, Betancur, Sabaj, López-Fernández, & Ortí, 2020

## Hábitos y características
Los serrasálmidos presentan características morfológicas similares en su apariencia externa, con un cuerpo alto, comprimido lateralmente, mayormente en forma de disco. Viven en las partes potámicas de los grandes ríos. Algunas especies realizan migraciones con fines tróficos o reproductivos. Son de dieta variada según las distintas especies, fundamentalmente es piscívora u omnívora; algunas muestran cambios en su dieta relacionados al desarrollo ontogénico, comenzando con insectos y crustáceos, pasando a alimentarse de tejidos de peces, primero de su mucus, aletas y escamas y más tarde de trozos de músculo o ejemplares enteros, según su tamaño, así como otros vertebrados que pudiesen capturar (aves, mamíferos, reptiles, anfibios). Algunos se especializaron en consumir frutos de árboles selváticos ribereños, a los que de este modo benefician, diseminando por endozoocoria las semillas que conservan su viabilidad.

## Distribución
La piraña de vientre rojo habita desde el norte de Argentina hasta Colombia, pero son más abundantes en la cuenca del río Amazonas, donde viven 20 especies diferentes. De todas ellas, la especie Pygocentrus nattereri,tiene la peor fama por su fuerte mandíbula y sus dientes más afilados (crecen hasta 50 cm). Son muy peligrosos durante los niveles bajos de agua cuando atacan en bandadas de más de cien individuos. En ocasiones también atacan a animales grandes que se encuentran en el agua, aunque estos casos son muy raros.
Sin embargo, las pirañas de vientre rojo prefieren presas más pequeñas que ellas, o sólo un poco más grandes. Nadan en cardúmenes, buscan presas y, cuando las encuentran, hacen señales a los demás. Probablemente lo hagan mediante el sonido, ya que las pirañas tienen un oído excelente. Cuando son atacados, cada individuo del cardumen se apresura a morder a la presa y luego se aleja rápidamente para dejar espacio a los demás.s.
La piraña dentada (Piranha denticulata), que vive en la cuenca del río Orinoco y a lo largo de los afluentes del bajo río Amazonas y la piraña de San Francisco (Piranha piraya), que vive en las aguas del río brasileño San Francisco.  Sin embargo, la mayoría de las especies de pirañas nunca atacan a animales grandes y los ataques de pirañas a humanos son extremadamente raros. Aunque las pirañas se sienten atraídas por el olor de la sangre, la mayoría de las especies de pirañas son sólo carroñeras, no depredadoras. Hasta 12 especies llamadas lucios ermitaños ( género Catoprion ) viven exclusivamente de partes que caen de otros peces (escamas, partes de aletas).

## Relación con el hombre
Muchos serrasálmidos son demandados como ornamentales de acuario, y varios pacus, como el Piaractus y el Colossoma, son económicamente importantes para la pesquería comercial y la acuicultura.
En general, las pirañas son menos valoradas, aunque suelen ser consumidas por pescadores de subsistencia y frecuentemente vendidas como alimento en los mercados locales. Algunas especies de pirañas aparecen ocasionalmente en el comercio de acuarios y, en las últimas décadas, se han comercializado especímenes desecados como souvenirs turísticos. Las pirañas muerden ocasionalmente y a veces hieren a bañistas y nadadores, pero los ataques graves son raros y se ha exagerado la amenaza para los humanos.  Sin embargo, las pirañas son una molestia considerable para los pescadores comerciales y deportivos porque roban el cebo, mutilan las capturas, dañan las redes y otros aparejos, y pueden morder cuando se las manipula.
Algunos integrantes de esta familia son muy buscados por pescadores deportivos; otros poseen carne de excelente calidad, por lo que son objeto de pesca comercial,  además de ser criados en cautividad en establecimientos piscícolas de países cálidos de todo el mundo para su aprovechamiento en la alimentación humana.
Muchos integrantes de esta familia son frecuentemente mantenidos en acuarios como peces ornamentales, en especial los pacucitos (Mylossoma), los dólares o monedas (Metynnis) y las pirañas.